# Monastère de Sant Llorenç del Munt
Pour les articles homonymes, voir Llorenç.
Le monastère Sant Llorenç del Munt est un monastère roman situé dans le parc naturel de Sant Llorenç del Munt i l'Obac entre les régions catalanes de Bages et du Vallès Occidental, dans la municipalité de Matadepera (Barcelone).
Le bâtiment actuel, construit entre la fin du XIXe siècle et au milieu du XXe siècle, a repris la structure originale du milieu du XIe siècle.

## Histoire
Selon les auteurs, les premières traces de l'abbaye primitive remontent aux années 947 à 957. La première trace officielle concernant l'abbaye remonte à 986 dans un document dans lequel le comte de Barcelone, Borell II fait à l'abbé de San Cugat del Vallés de plusieurs églises de Sant Llorenç. Le monastère roman est construit vers 1045 et consacré par l'évêque de Barcelone en 1065. Au début du XIIe siècle commence un lent déclin pour l'abbaye et elle fut occupés par des moines jusque dans les années 1637. Le 30 mars 1809, le monastère roman est détruit par l'armée de Napoléon.
Le monastère est déclaré Bien d'Intérêt Culturel en Espagne en 1988.

## Architecture
La structure de l'église n'a pas subi de transformation qui modifie sa conception originale. L'église possède trois nefs et un clocher élevé avec des pierres locales de taille modeste. Il dispose d'un transept qui soutient la coupole sur des arcs. De facture assez simple, le monastère ne comporte pas d'ornement artistique.

## Galerie

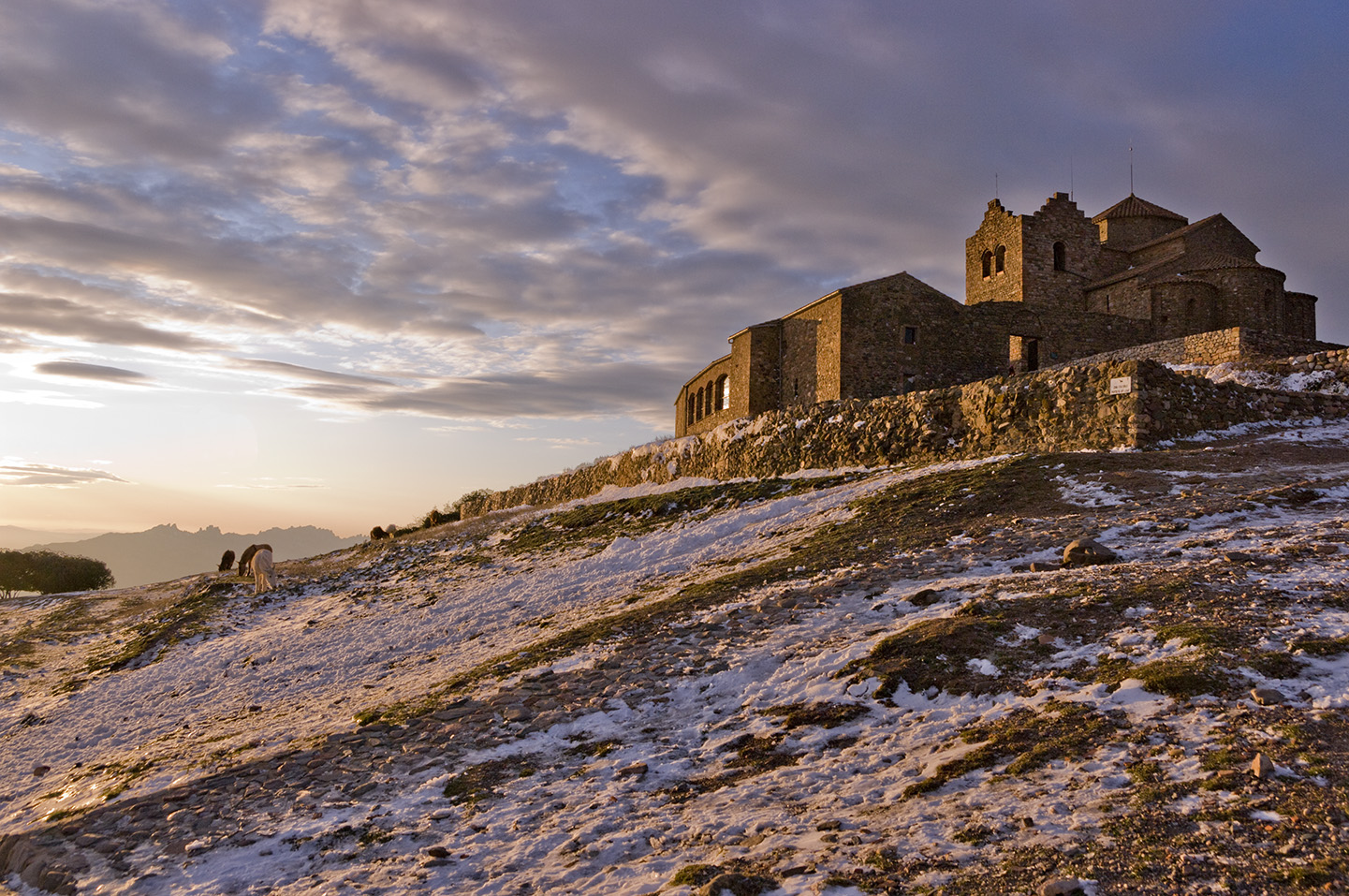
Vue générale
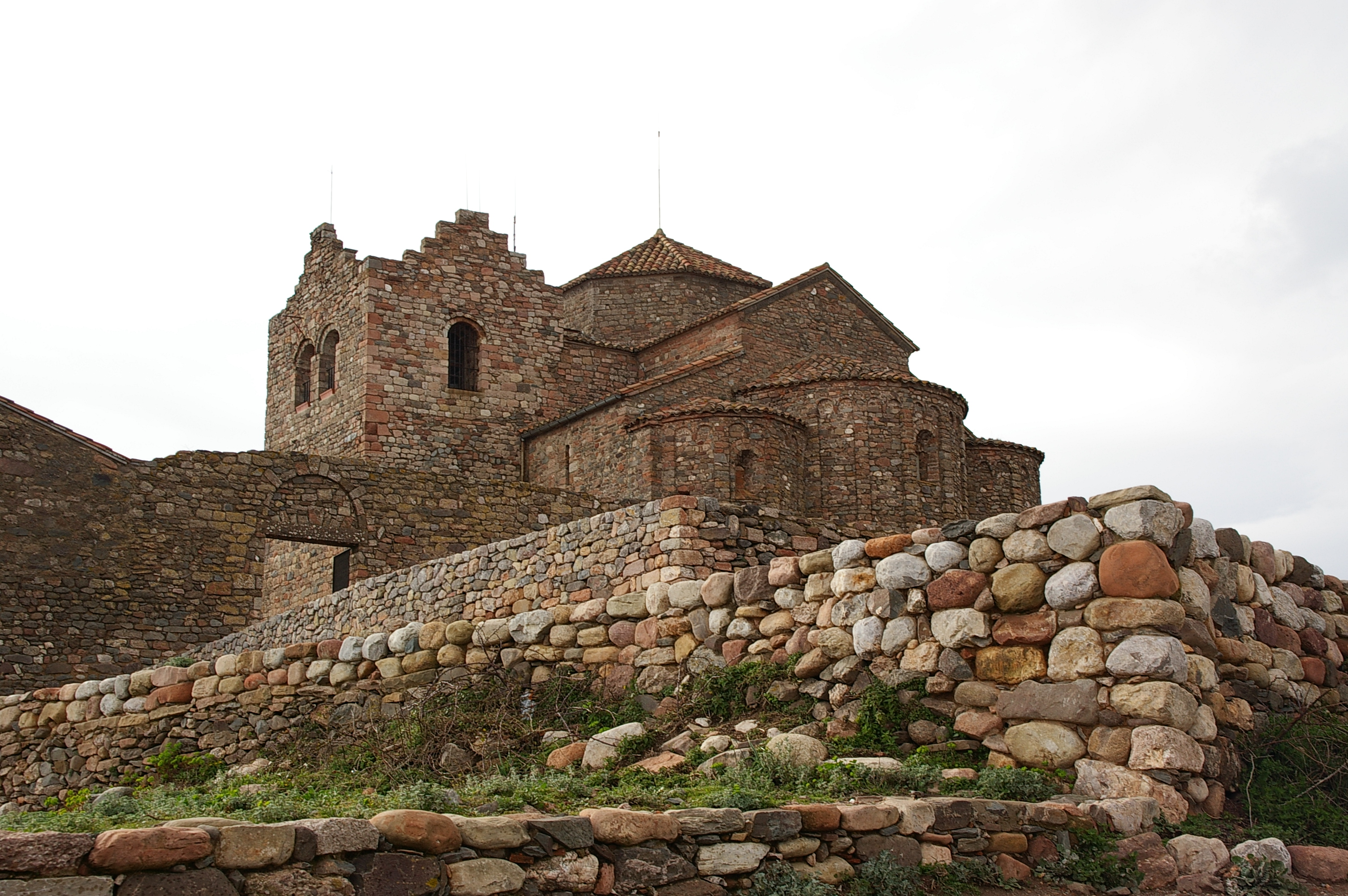
Vue générale
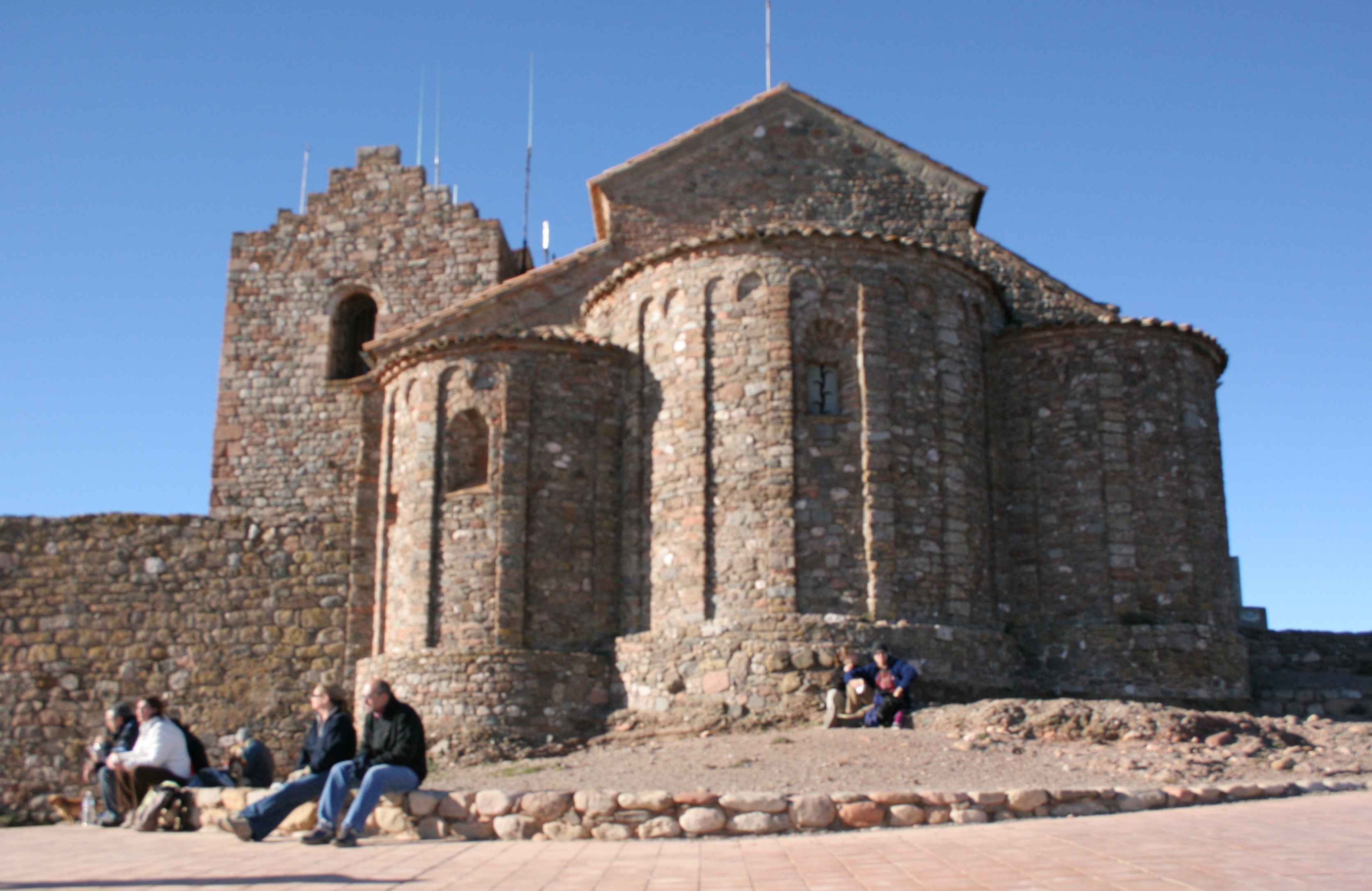
Abside
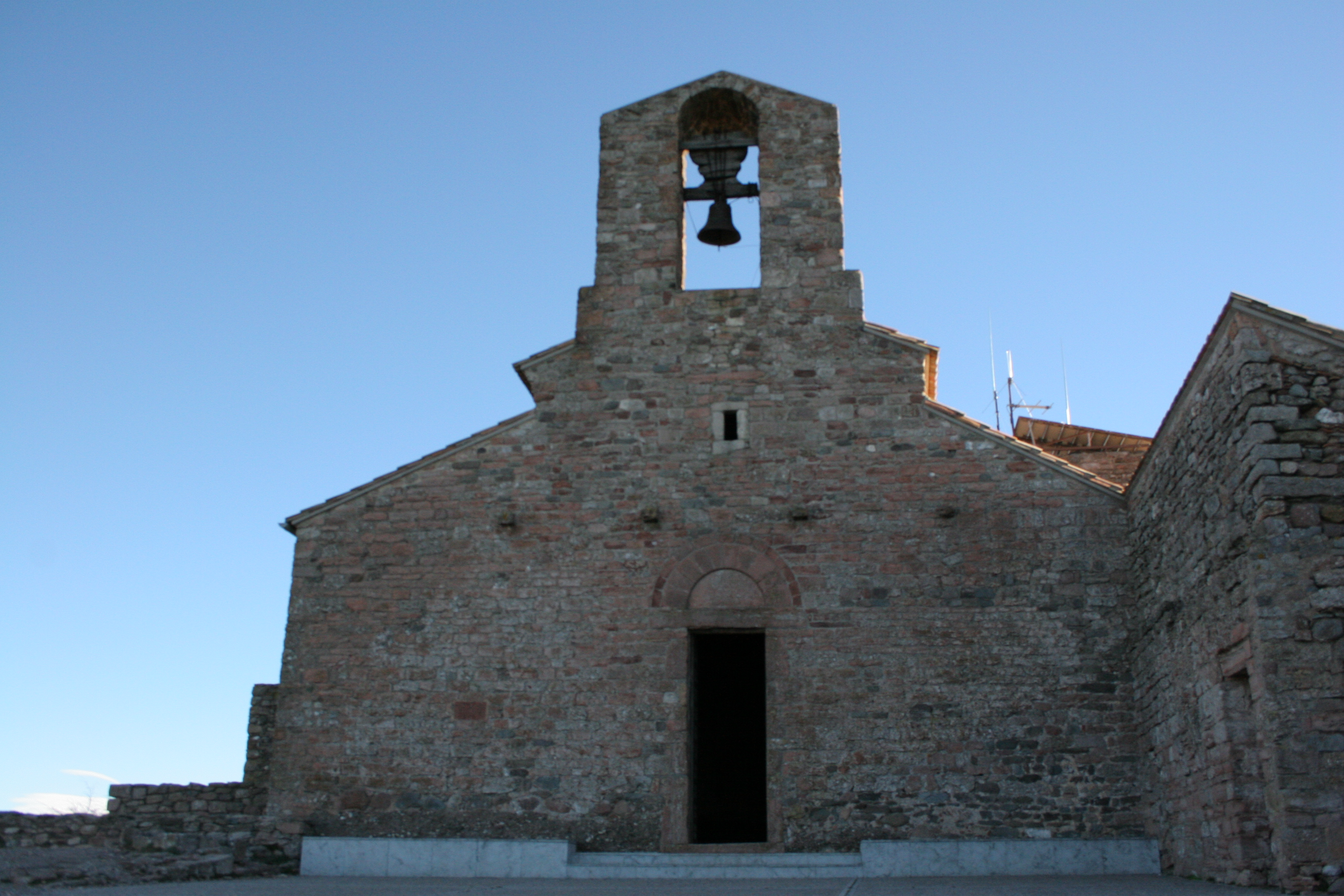
Eglise
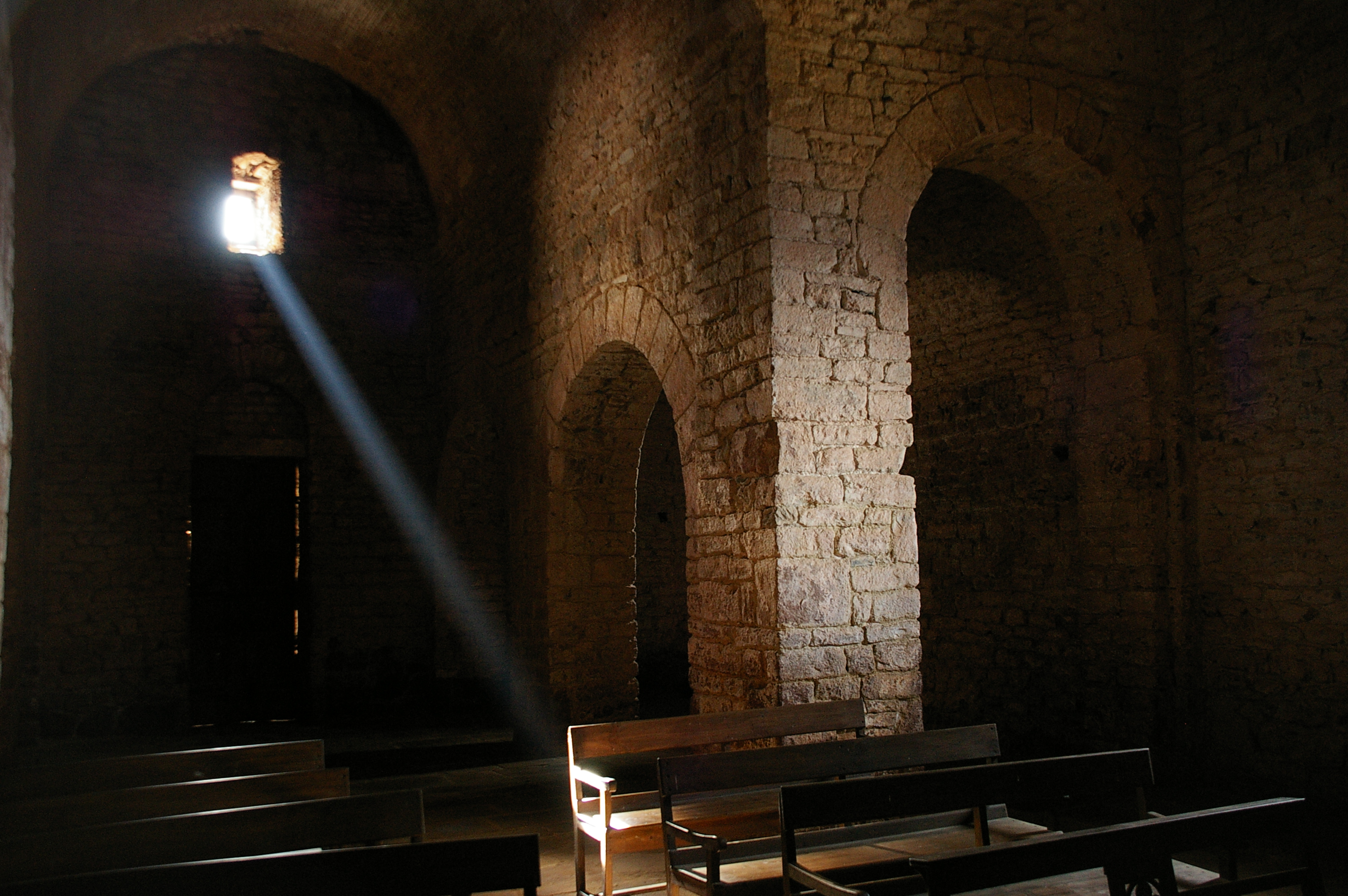
Intérieur de l'église
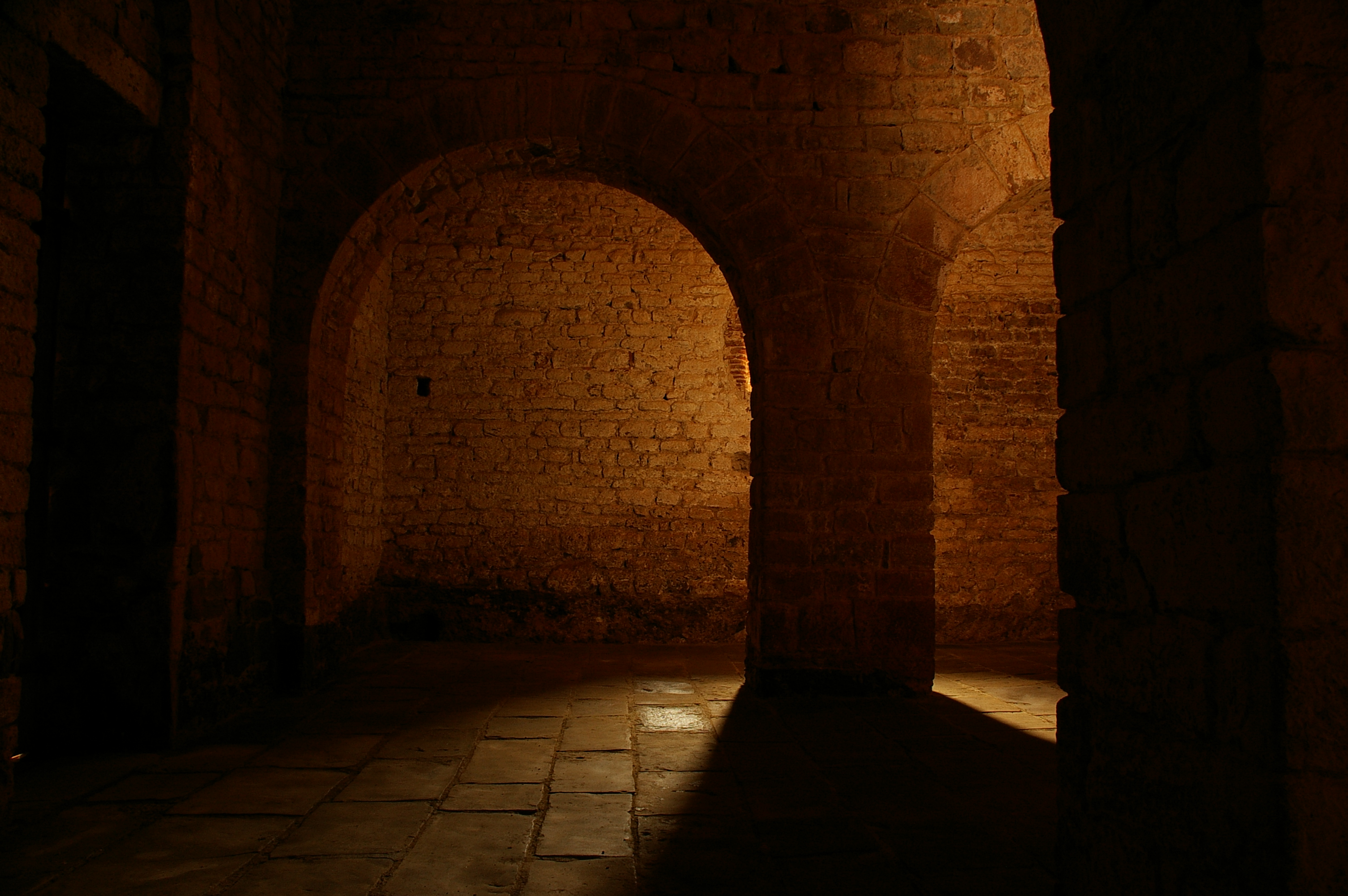
Intérieur du monastère